# Elsendorf
Elsendorf ist eine Gemeinde im niederbayerischen Landkreis Kelheim. Der gleichnamige Hauptort ist Sitz der Gemeindeverwaltung.

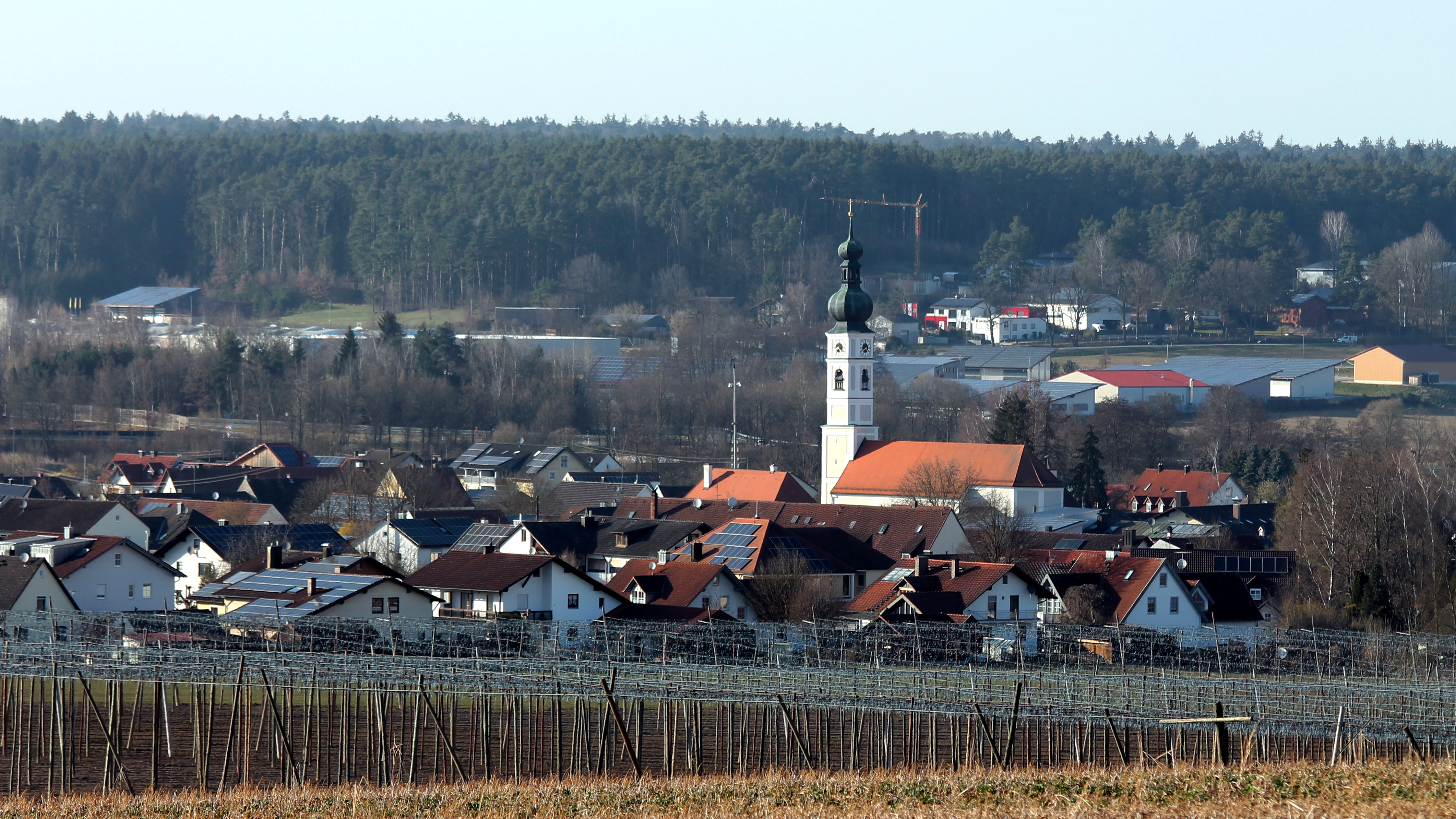
Ortsansicht von Elsendorf

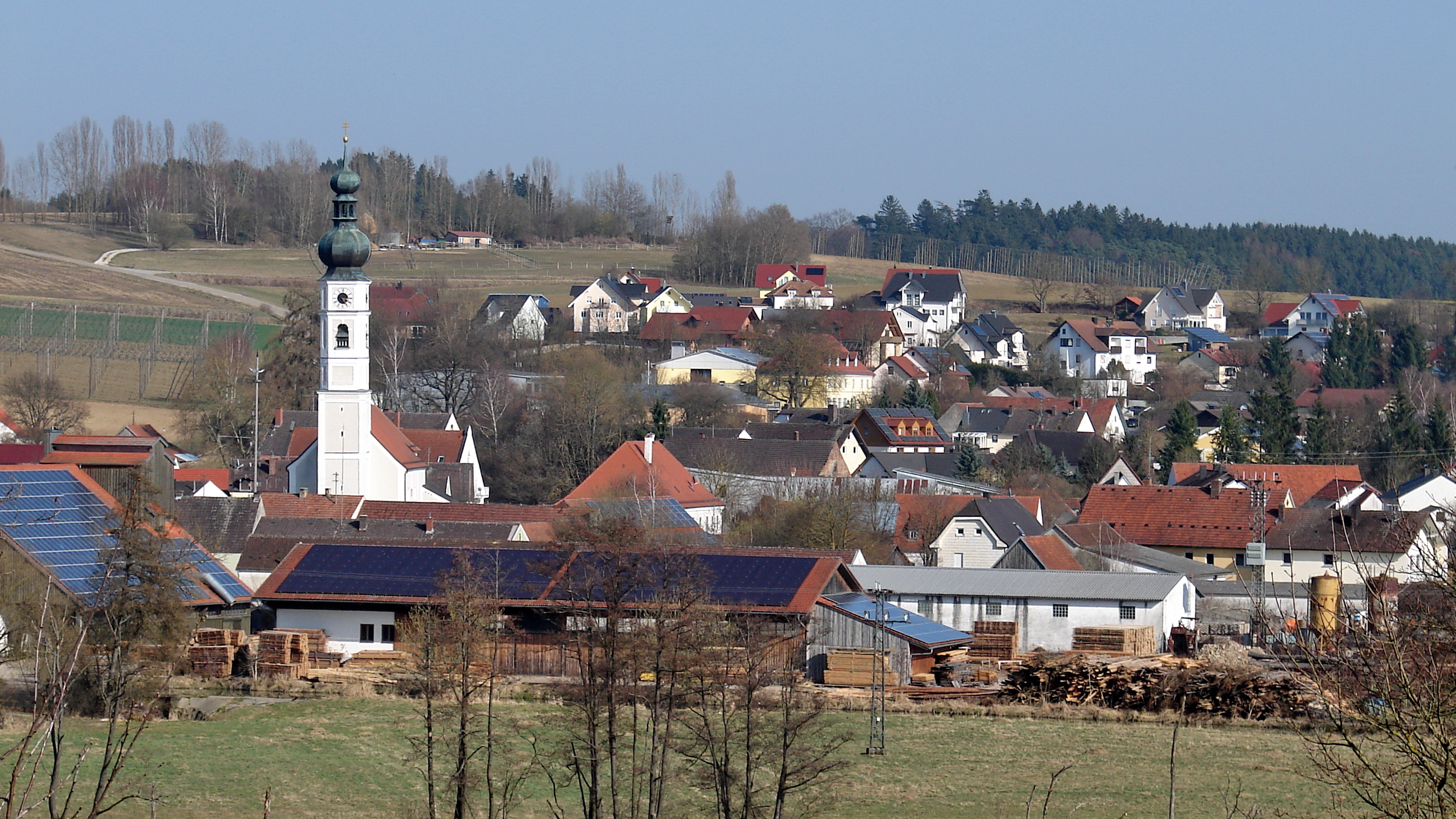
Ortsansicht von Westen

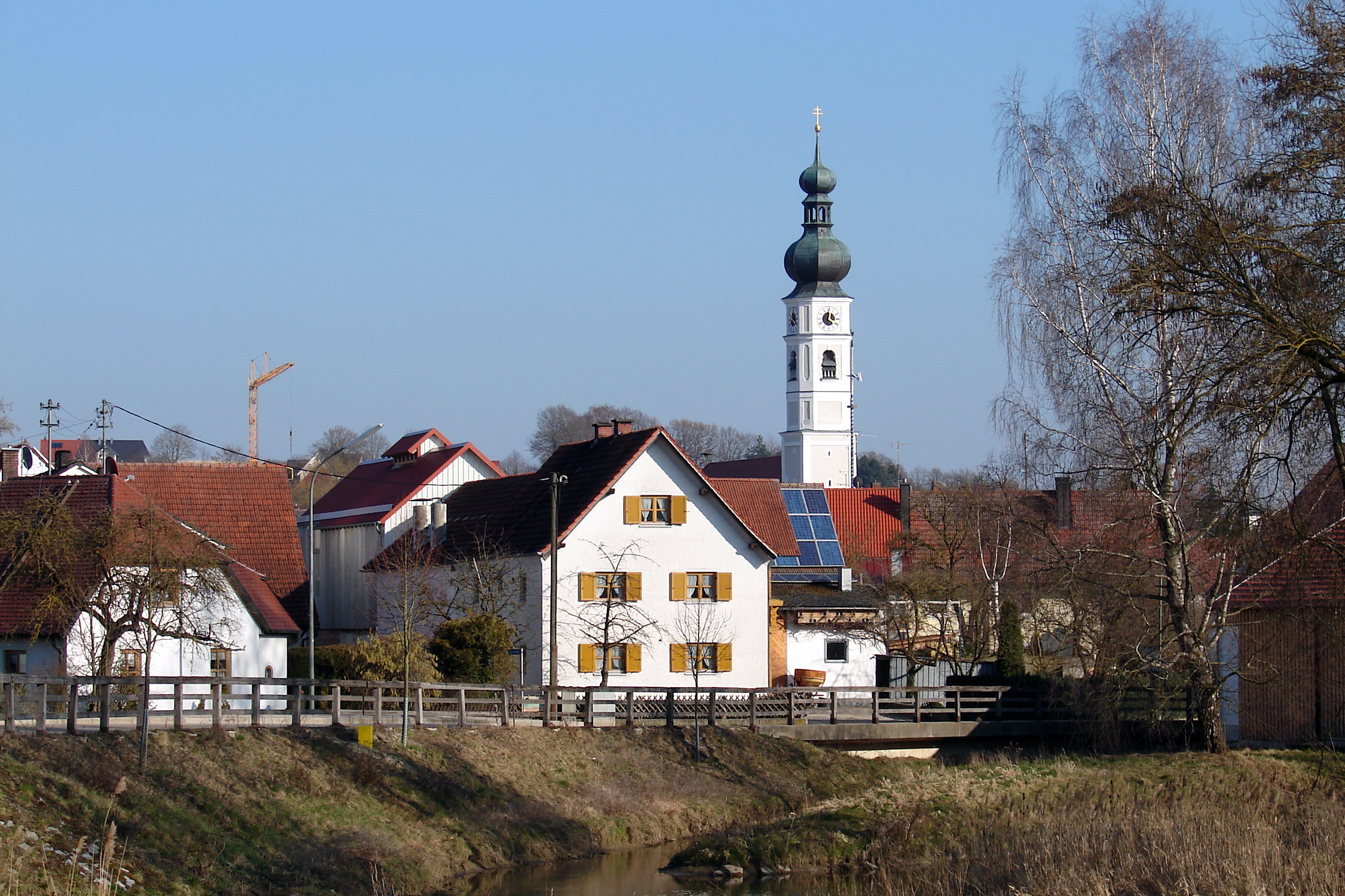
Fluss Abens mit Kirche Maria Immaculata

## Geografie
Die Gemeinde liegt in der Region Landshut in der Hallertau im Abenstal.
Es gibt 20 Gemeindeteile (in Klammern ist der Ortstyp angegeben):
- Aichberg (Einöde)
- Allakofen (Dorf)
- Appersdorf (Pfarrdorf)
- Einthal (Einöde)
- Elsendorf (Pfarrdorf)
- Emersdorf (Einöde)
- Freudenthal (Einöde)
- Gaden (Einöde)
- Grubmühle (Einöde)
- Hartlmühle (Einöde)
- Haunsbach (Kirchdorf)
- Horneck (Dorf)
- Landersdorf (Weiler)
- Margarethenthann (Kirchdorf)
- Mitterstetten (Dorf)
- Randlkofen (Einöde)
- Ratzenhofen (Dorf)
- Sankt Anton (Kirche)
- Weingarten (Einöde)
- Wolfshausen (Weiler)

Es existieren die Gemarkungen Appersdorf, Horneck, Mitterstetten und Ratzenhofen.

## Geschichte

### Bis zur Gemeindegründung
Elsendorf wurde im Jahr 848 erstmals urkundlich erwähnt. Die nächsten Erwähnungen erfolgten genau 100 Jahre später, also 948 sowie 972 und 981 jeweils als „Elisindor“f. Der Grundherr Ulrich von Elsendorf übereignete 1116 einen Hof in Elsendorf an das Kloster Benediktbeuern. Nur neun Jahre später, also 1125, vermachte er seine hiesigen Güter einschließlich der Tauf- und Pfarrkirche an das Stift Admont in der Steiermark, welches ebenfalls von den Benediktinern betreut wurde, und trat dort als Laienbruder ein. Damit löste er einen Streit zwischen den Klöstern Benediktbeuern und Admont aus, da Benediktbeuern nach der Überlassung eines einzelnen Hofes in Erwartung einer größeren Schenkung war. Dieser Konflikt dauerte bis 1161. Später überließen auch noch weitere Stifter ihre Besitzungen in Elsendorf dem Stift Admont. 1171 wurde in einer päpstlichen Bulle bestätigt, dass Elsendorf mit seiner Pfarrkirche St. Martin (heute: Pfarrkirche Maria Immaculata) zum Stift Admont gehörte. Dabei setzte sich das Kloster deutlich mehr für die Bauern in dem Dorf ein, als es ein weltlicher Grundherr wohl getan hätte. So ließ Abt Urban Weber 1637, fünf Jahre nach den für Elsendorf verheerenden Schwedeneinfällen, „Zug- und Melkvieh“ im Ennstal kaufen und an die Bauern in Elsendorf verteilen. 1632 hatten die Herren von Mamming, die auf dem nahe gelegenen Schloss Ratzenhofen residierten, noch versucht, das von den Schweden heimgesuchte Dorf zu einem Spottpreis zu kaufen und insbesondere das Präsentationsrecht für die Pfarrei zu erwerben. 1668 wurde die Propstei Elsendorf verkauft, allerdings an das Kloster Hohenwart, das zur damaligen Zeit von Benediktinerinnen geführt wurde. 1735 versuchten die Herren von Mamming noch einmal, das Präsentationsrecht für Elsendorf zu erlangen; jedoch war auch dieser Versuch vergeblich. 1775 wurde dieses Recht schließlich von Wiguläus Freiherr von Kreittmayr erworben, dem unter anderem das Schloss Offenstetten gehörte. Die Familie Kreittmayr übte trotz Säkularisation das Präsentationsrecht für Elsendorf bis 1879 aus, danach wurde es bis 1943(!) von den jeweiligen Inhaber des Schlosses Offenstetten ausgeübt.
Im Zuge der Verwaltungsreformen in Bayern entstand mit dem Gemeindeedikt von 1818 die Gemeinde Ratzenhofen. Dieser war auch Elsendorf zugeordnet.

### Eingemeindungen
Im Zuge der Gebietsreform in Bayern wurde am 1. Januar 1972 die Gemeinde Appersdorf in die Gemeinde Ratzenhofen und am 1. Januar 1978 die Gemeinde Mitterstetten eingegliedert. Die Gemeinde Elsendorf erhielt ihren Namen erst im Jahre 1985 durch Umbenennung der bisherigen Gemeinde Ratzenhofen.

### Einwohnerentwicklung
Im Zeitraum 1988 bis 2018 stieg die Einwohnerzahl von 1672 auf 2147 um 475 Einwohner bzw. um 28,4 %.
| Jahr | Einwohner |
| ---- | --------- |
| 1961 | 1555      |
| 1970 | 1577      |
| 1987 | 1616      |
| 1991 | 1746      |
| 1995 | 1815      |
| 2000 | 1935      |
| 2005 | 2028      |
| 2010 | 2039      |
| 2015 | 2138      |

## Politik
Die Gemeinde ist Mitglied der Verwaltungsgemeinschaft Mainburg.

### Gemeinderat
Bei der Wahl des Gemeinderats 2020 kam es zu folgenden Ergebnissen:
| Partei/Liste | %    | Sitze |
| ------------ | ---- | ----- |
| CSU          | 56,1 | 8     |
| BGE1         | 43,9 | 6     |

1BGE: Bürgergemeinschaft der Gemeinde Elsendorf

### Bürgermeister
Erster Bürgermeister ist Markus Huber (CSU).

## Baudenkmäler

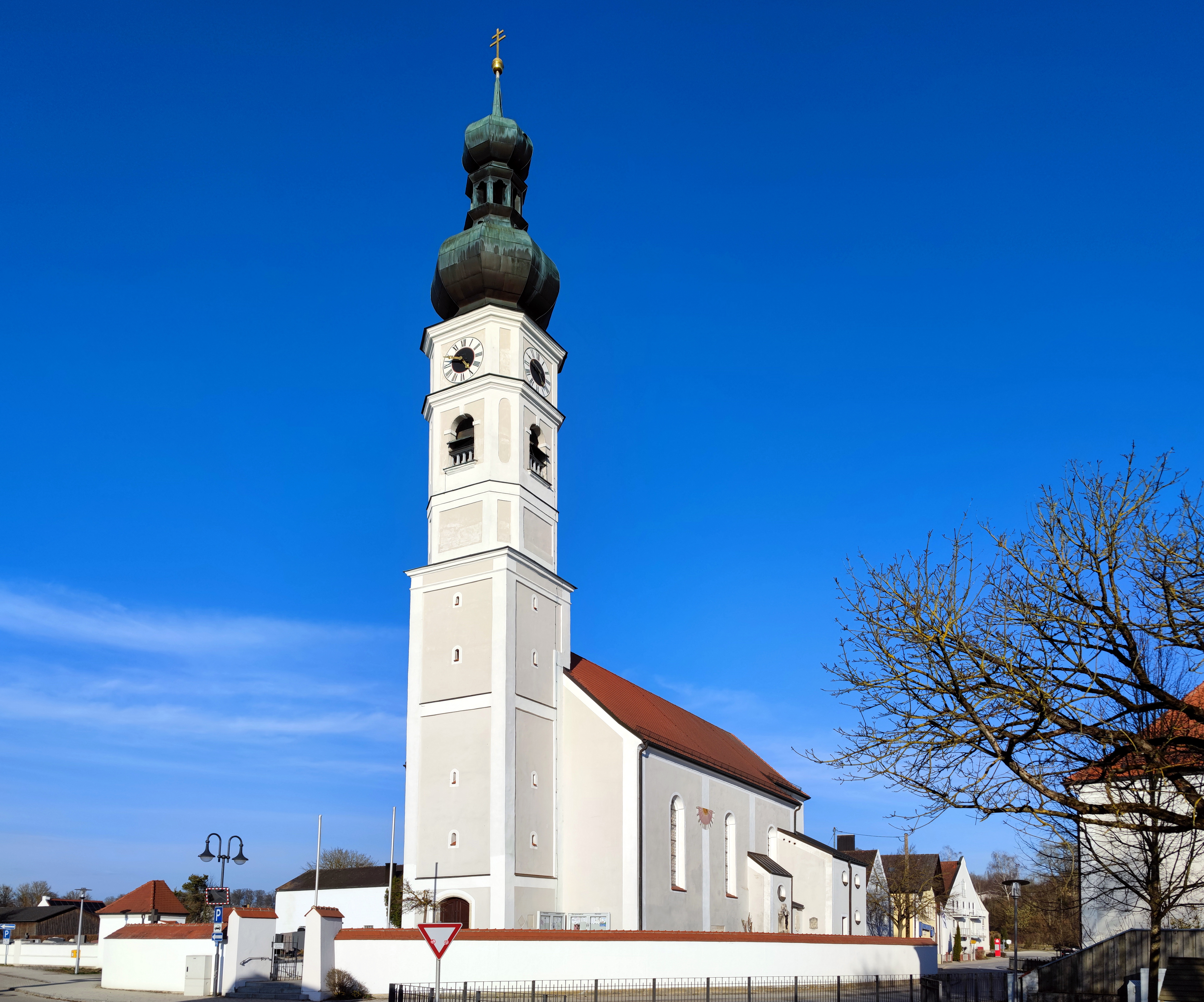
Katholische Kirche Mariä Unbefleckte Empfängnis

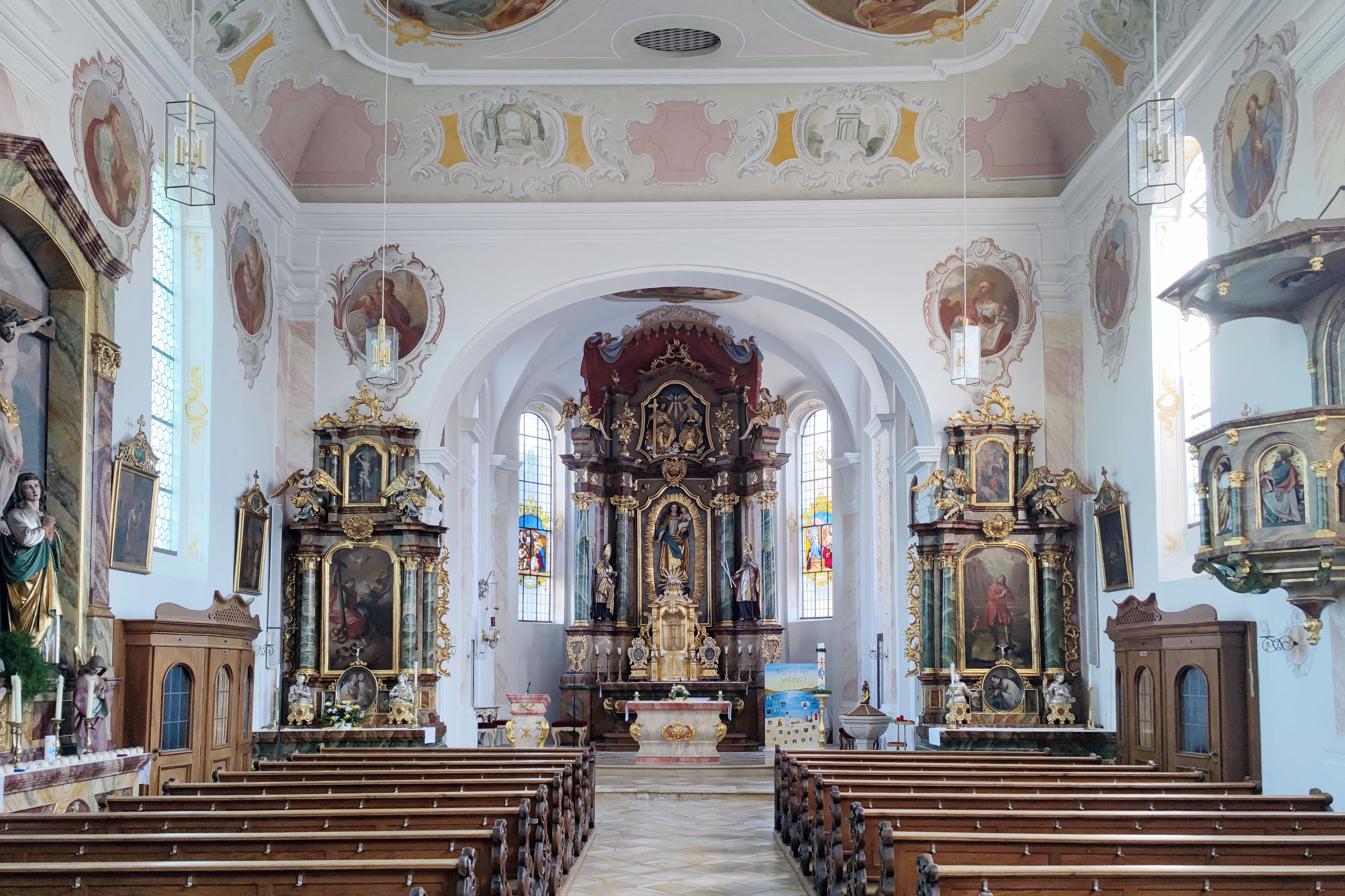
Katholische Kirche Mariä Unbefleckte Empfängnis: Innenraum

### Wappen
| Wappen von Elsendorf | Blasonierung: „Gespalten; vorne wiederum gespalten von Silber und Rot mit zwei senkrechten Rauten in verwechselten Farben; hinten geteilt, oben geteilt von Schwarz und Gold mit einem schwebenden Andreaskreuz in verwechselten Farben, unten in Schwarz ein wachsender Feuer speiender, schwarzgefleckter goldener Tiger.“ |
| Wappen von Elsendorf | Wappenbegründung: Die zwei senkrechten Rauten in verwechselten Farben von Rot und Silber im vorderen Feld entsprechen dem Wappen des Klosters Admont in der Steiermark. Damit wird die große Bedeutung dieses Klosters für die Geschichte der Gemeinde Elsendorf unterstrichen. Ulrich von Elsendorf hatte 1125 das Dorf mit allen Zugehörungen samt der Taufkirche an die Abtei Admont geschenkt. Elsendorf war bis zum Übergang an das Kloster Hohenwart im Jahr 1668 Sitz einer Admonter Propstei, in der ein klösterlicher Amtmann das Sagen hatte. Die Wappenbilder im hinteren Feld beziehen sich auf die Hofmark Ratzenhofen. Das obere Wappen mit dem Andreaskreuz steht für die Freiherren von Mamming, die von 1564 bis 1759 Inhaber der Hofmark waren. Der Feuer speiende Tiger ist dem Familienwappen der Freiherren von Kretz entnommen, die seit 1767 Hofmarksherren in Ratzenhofen waren und das heutige Schloss erbauen ließen. Dieses Wappen wird seit 1986 geführt. |

## Wirtschaft und Infrastruktur

### Wirtschaft einschließlich Land- und Forstwirtschaft
Es gab 2019 nach der amtlichen Statistik im produzierenden Gewerbe 221, im Bereich Handel, Verkehr und Gastgewerbe 100, im Bereich der Unternehmensdienstleister 30 und in sonstigen Bereichen 122 sozialversicherungspflichtig Beschäftigte am Arbeitsort. Sozialversicherungspflichtig Beschäftigte am Wohnort gab es insgesamt 949. Im verarbeitenden Gewerbe gab es keine, im Bauhauptgewerbe fünf Betriebe. Im Jahr 1999 bestanden 100 landwirtschaftliche Betriebe mit einer landwirtschaftlich genutzten Fläche von 1881 ha, davon waren 1669 ha Ackerfläche und 189 ha Dauergrünfläche. Bis 2019 reduzierte sich die Ackerfläche leicht auf 1609 ha, während die Grünfläche deutlich auf 307 ha ausgeweitet wurde. Der Hopfenanbau spielt eine bedeutende Rolle.
Die Brauerei Horneck, die zusätzlich eine Gast- und Landwirtschaft betreibt, ist im gleichnamigen Ortsteil angesiedelt.

### Bildung
Es existierten folgende Einrichtungen:
- Kindergarten[14]
- Grundschule[15]

## In Elsendorf geboren
- Vinzenz Schöttl (1905–1946), SS-Führer in leitender Funktion in Konzentrationslagern und Massenmörder, geboren in Appersdorf